# 南梁山站
南梁山站（：／ Namnyangsan yeok */?）是釜山地鐵2號線沿線的一座高架車站，位於韓國慶尚南道梁山市勿禁邑，韓語副站名為「凡魚」（범어）。

## 車站結構
站體為2面2線側式月台的高架車站，候車月台設有月台幕門，並有3處出口。

### 月台配置
| 釜山大學梁山分校 ↑ |
| \| 上              |
| ↓ 梁山             |

| 月台 | 路線               | 目的地                                 |
| ---- | ------------------ | -------------------------------------- |
| 上行 | ●釜山都市铁道2号线 | 釜山大學梁山分校、德川、西面、萇山方向 |
| 下行 | ●釜山都市铁道2号线 | 梁山方向                               |

## 歷史
- 2008年1月10日：落成啟用。

## 車站周邊
- 勿禁高校
- 梁山塔（朝鲜语：양산타워）
- 梁山新城
- 泛魚郵局
- 梁山消防署
- 中央高速公路支線南梁山交流道

## 圖片

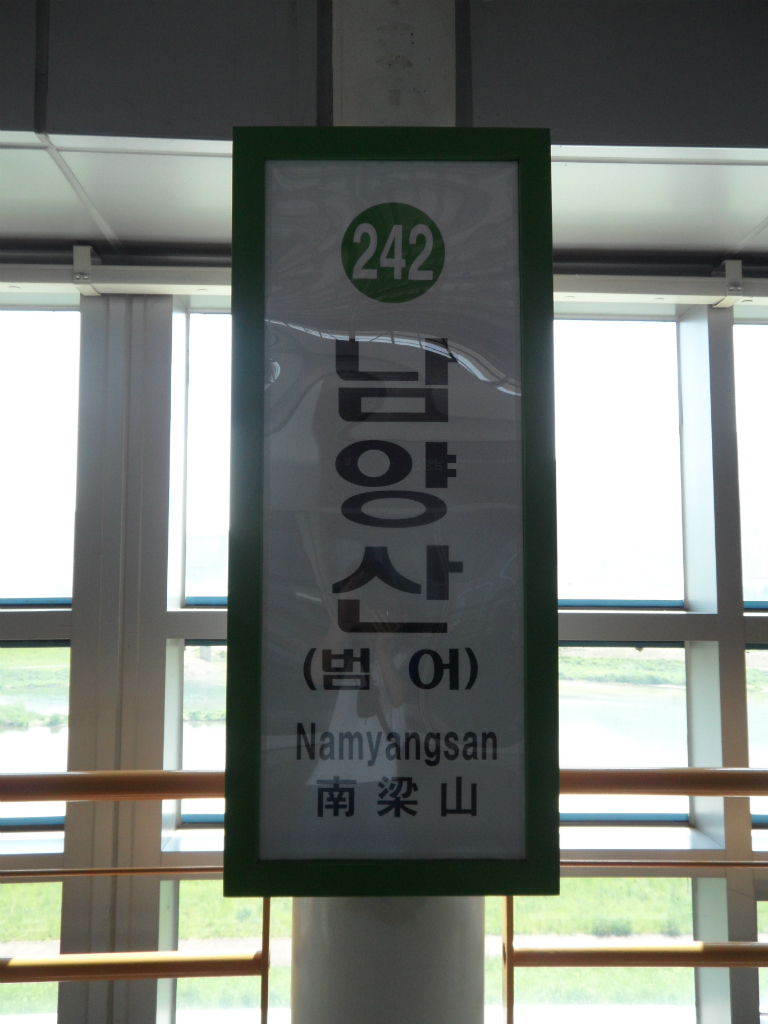
站牌
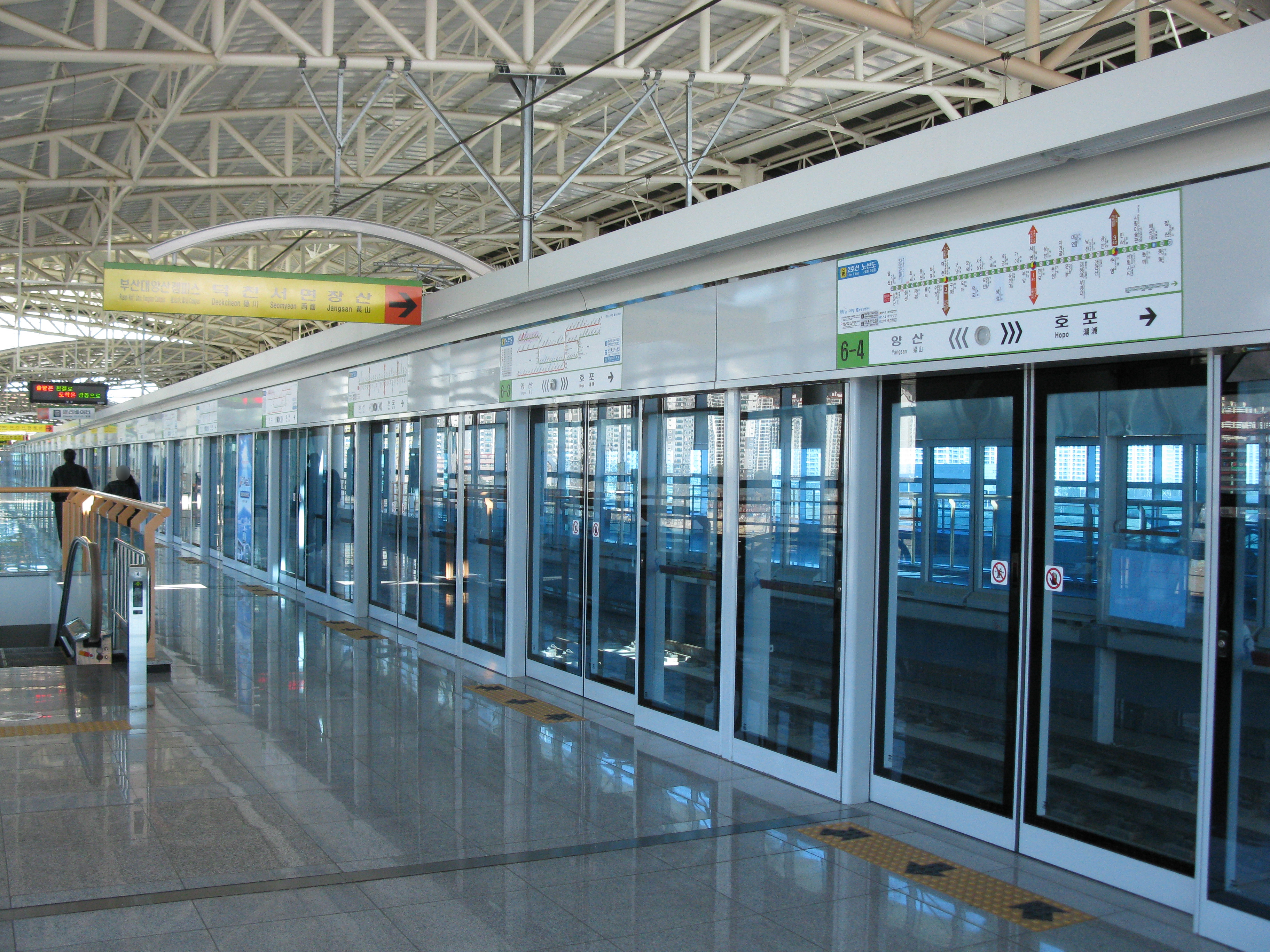
候車月台
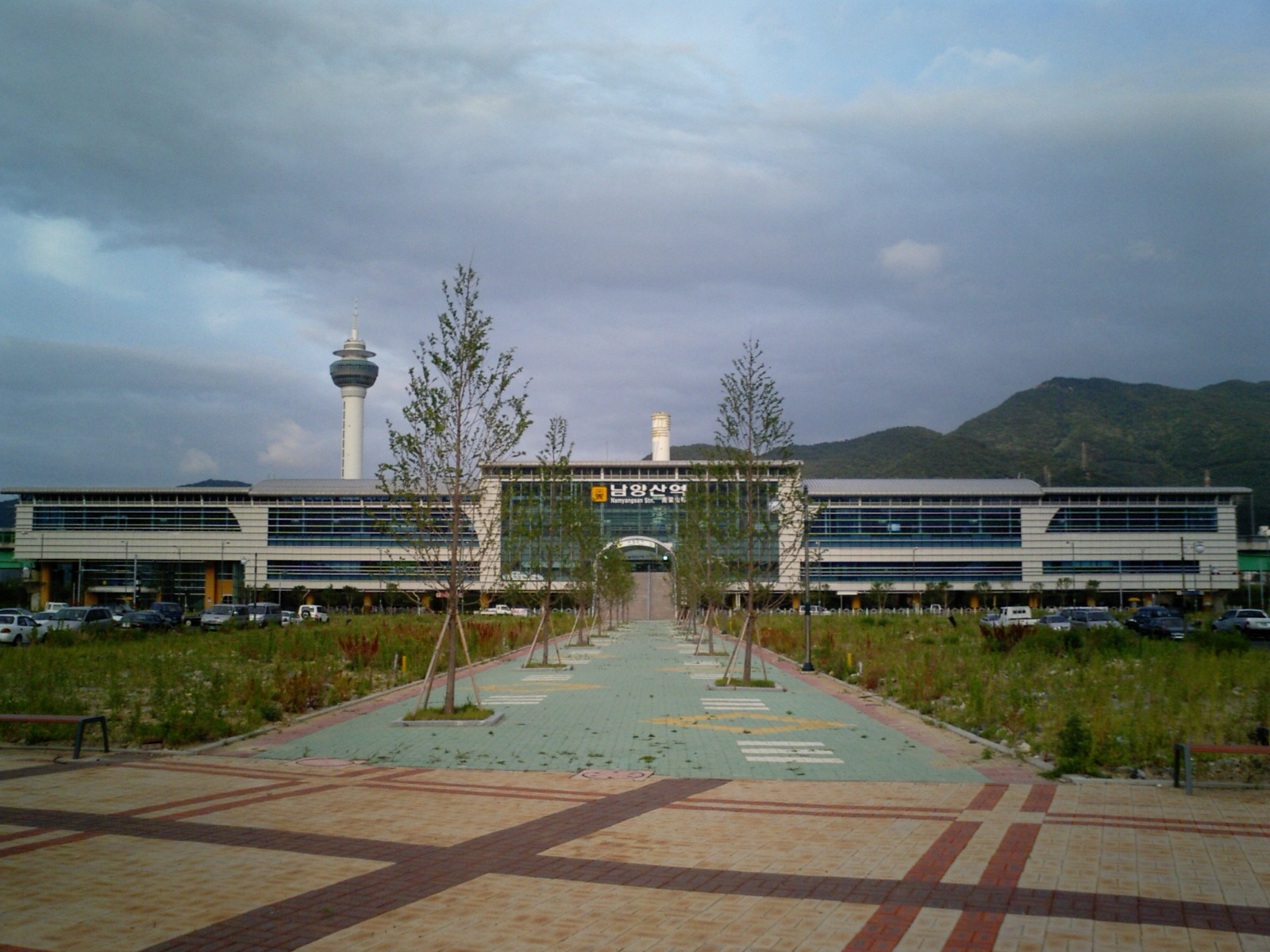
車站建築

## 相鄰車站
釜山交通公社
●釜山都市铁道2号线
釜山大學梁山分校（241）－南梁山（242）－梁山（243）